# Resolutie 348 Veiligheidsraad Verenigde Naties
Resolutie 348 van de Veiligheidsraad van de Verenigde Naties werd op 28 mei 1974 aangenomen met veertien stemmen voor en geen tegen. China nam niet deel aan de stemming.

## Achtergrond
In 1971 eiste het Irak van Saddam Hoessein een paar eilandjes in de Perzische Golf en Khuzestan op, en verbrak de diplomatieke relaties met Iran; toen nog onder sjah Mohammed Reza Pahlavi. Beide landen begonnen ook Koerdische rebellen in het andere land te steunen. In 1974 en 1975 kwam het tot grensconflicten. In 1975 begon Irak een offensief met tanks, maar Irak werd gemakkelijk verslagen door het sterkere Iraanse leger. Daarop bond Irak in en deed dit land een aantal toegevingen aan Iran, dat daarop de steun aan de Koerden beëindigde, formeel met het Verdrag van Algiers. 
Kort na de Iraanse Revolutie in 1979 zag Saddam Hoessein zijn kans opnieuw schoon en begon de Irak-Iranoorlog, die acht jaar zou duren, aan beide zijden vele slachotoffers zou kosten en waarbij door Irak tevens chemische wapens werden ingezet.

## Inhoud
De Veiligheidsraad:
- Herinnert aan de consensus die hij aannam op 28 februari 1974.

1. Waardeert het rapport van de secretaris-generaal.
2. Verwelkomt de wil van Iran en Irak om de situatie te de-escaleren en hun relaties te verbeteren en in het bijzonder het feit dat beide landen via de speciale vertegenwoordiger van de Secretaris-Generaal de volgende afspraken zijn aangegaan:
a. Een strikte naleving van het staakt-het-vuren van 7 maart.
b. Onmiddellijke en gelijktijdige terugtrekking.
c. De creatie van een goede sfeer.
d. Een snelle hervatting van de dialoog.
3. Hoopt dat de partijen zo snel mogelijk een akkoord kunnen uitvoeren.
4. Nodigt de Secretaris-Generaal uit alle gevraagde bijstand in verband met dit akkoord te verlenen.

Lijst ·  345 ·  346 ·  347 ·  348 ·  349 ·  350 ·  351 ·  352 ·  353 ·  354 ·  355 ·  356 ·  357 ·  358 ·  359 ·  360 ·  361 ·  362 ·  363 ·  364 ·  365 ·  366